# Маурицијус на Светском првенству у атлетици на отвореном 2011.
Маурицијус је учествовао на 13. Светском првенству у атлетици на отвореном 2011. одржаном у Тегу од 27. августа до 4. септембра тринаести пут, односно учествовао је на свим првенствима до данас. Репрезентацију Маурицијуса представљала су 2 такмичара који су се такмичио у 2 дисциплине (1 мушка и 1 женска).,
На овом првенству представник Маурицијуса није освојио ниједну медаљу. Није било нових националних и других рекорда.

## Учесници
| Мушкарци: - Жан Антонио Виелез — 400 м препоне | Жене: - Мери Џејн Винсент — 200 м |

## Резултати

### Мушкарци
| Атлетичар          | Дисциплина    | Лични рекорд | Квалификације | Квалификације | Полуфинале           | Полуфинале           | Финале               | Финале  | Детаљи |
| Атлетичар          | Дисциплина    | Лични рекорд | Резултат      | Место         | Резултат             | Место                | Резултат             | Место   | Детаљи |
| ------------------ | ------------- | ------------ | ------------- | ------------- | -------------------- | -------------------- | -------------------- | ------- | ------ |
| Жан Антонио Виелез | 400 м препоне | 50,25        | 51,02         | 7. у гр. 5    | Није се квалификовао | Није се квалификовао | Није се квалификовао | 31 / 34 |        |

### Жене
| Атлетичарка       | Дисциплина | Лични рекорд | Квалификације | Квалификације | Полуфинале            | Полуфинале            | Финале                | Финале       | Детаљи |
| Атлетичарка       | Дисциплина | Лични рекорд | Резултат      | Место         | Резултат              | Место                 | Резултат              | Место        | Детаљи |
| ----------------- | ---------- | ------------ | ------------- | ------------- | --------------------- | --------------------- | --------------------- | ------------ | ------ |
| Мери Џејн Винсент | 200 м      | 24,58        | 25,20         | 7. у гр. 2    | Није се квалификовала | Није се квалификовала | Није се квалификовала | 34 / 37 (40) |        |